# Pohoří (ort i Tjeckien, Mellersta Böhmen)
Pohoří är en ort i Tjeckien.   Den ligger i regionen Mellersta Böhmen, i den centrala delen av landet, 22 km söder om huvudstaden Prag. Pohoří ligger 403 meter över havet och antalet invånare är 187.
Terrängen runt Pohoří är platt åt nordost, men åt sydväst är den kuperad. Runt Pohoří är det ganska tätbefolkat, med 100 invånare per kvadratkilometer. Närmaste större samhälle är Modřany, 14,9 km nordväst om Pohoří. I omgivningarna runt Pohoří växer i huvudsak blandskog.